# Koreańskie Centrum Komputerowe
Koreańskie Centrum Komputerowe (KCC) – północnokoreańska państwowa organizacja badawczo-rozwojowa z obszaru technologii informacyjnej. Centrum powstało 24 października 1990 r., jego siedziba mieści się w Pjongjangu. Początki instytucji osobiście nadzorował Kim Dzong Nam.

## Działalność
Działalność Koreańskiego Centrum Komputerowego obejmuje projektowanie oraz sprzedaż sprzętu komputerowego i oprogramowania, administrację sieci w Korei Północnej, nadzór nad szkoleniem specjalistów IT i organizację corocznego konkursu programowania. Centrum podlega 9 ośrodków produkcyjnych oraz 11 jednostek regionalnych.
Koreańskie Centrum Komputerowe posiada biura również za granicą i bierze udział we wspólnych przedsięwzięciach w Niemczech, Chinach, Syrii, Indiach i Zjednoczonych Emiratach Arabskich. Zajmowało się m.in. outsourcingiem dla klientów w Europie, Chinach, Korei Południowej i Japonii.
Do produktów KCC należy tablet Samjiyon z systemem Android oraz system operacyjny Red Star OS (Pulgunbyol) oparty na jądrze Linux. Na rynku lokalnym dostępne są ponadto m.in. programy edukacyjne oraz gry komputerowe, a także wyszukiwarka, translator angielsko-koreański oraz japońsko-koreański i IME dla języka koreańskiego.

## Personel
Według danych z roku 2001 w Koreańskim Centrum Komputerowym pracowało łącznie 850 osób, z czego 550 pracowników zajmowało się projektowaniem oprogramowania, 100 badaniami technologicznymi, 150 wsparciem przy opracowywaniu nowych technologii, a 50 stanowiło zaplecze naukowe ze stopniem doktora. Szacuje się, że w roku 2006 liczba personelu zwiększyła się do 1200 pracowników ze stoma pracownikami w stopniu doktora.